# Свети Димитър (крепост в Хаджидимово)
Вижте пояснителната страница за други значения на Свети Димитър.
Свети Димитър е тракийска, късноантична и средновековна крепост, разположена край неврокопското градче Хаджидимово (Сингартия), България.
Крепостта е разположена на едноименния хълм, на 3 км югоизточно от центъра на Хаджидимово, близо до десния бряг на Места и е охранявала пътя покрай реката. На другия бряг на Места е крепостта Миленово.
Най-ранните следи от живот на хълма са от късната бронзова епоха (XIV - XIII век пр.н.е.) или ранната желязна епоха (края на XII - IX век пр.н.е.). Тогава е датиран напречният зид на западната крепостна стена. В края на V - началото на VI век крепостта е възобновена при император Анастасий (491 - 518), който развива широка строителна дейност или при Юстиниан I (527 – 565), който възобновява крепостните съоръжения на империята.
Крепостта е елипсовидна, като крепостните стени обграждат площ от 0,2 ha. Те са запазени на височина 1-2 m. Личат останки от 3 кули и крепостна църква, върху която е построен параклисът „Свети Димитър“. Открити са фрагменти от строителна и битова керамика от ІV – VІ и от ХІІІ – ХІV век. На тераса южно от възвишението има останки от две крепостни стени (протейхизма) от IV – VI век, запазени до 2 m височина. Външната е от ломен камък, споен с хоросан смесен със счукана тухла. Лицето е от по-едри камъни, а вътрешността е блокаж. На външната стена има две кули. Вътрешната стена е със спойка от бял хоросан.
Крепостта е обявена за паметник с национално значение.